# Martina e il campanello misterioso
Martina e il campanello misterioso (エスパー魔美?, Esupā Mami) è un manga shōnen scritto e illustrato da Fujiko Fujio nel 1977 e serializzato sulla rivista Shōnen Big Comic della Shogakukan in 9 volumi. Da esso è stata tratta una serie anime prodotta da Shin'ei Doga, composta da 119 episodi e trasmessa in Giappone dal network TV Asahi a partire dall'aprile 1987. In Italia la serie è stata trasmessa da Italia 1 nel 1994 ma lasciando inediti 8 episodi.

## Trama

Volto di tre quarti della protagonista Martina

Martina (nell'edizione originale Mami Sakura) ha 14 anni e studia alle scuole medie. Ogni volta che qualcuno si trova in difficoltà, lei inizia a sentire nella sua mente un suono simile ad un campanello elettrico; avvalendosi poi dell'uso di determinati poteri psichici (tra cui la telecinesi e il teletrasporto) riesce a risolvere numerosi eventi misteriosi. 
Man mano che la storia prosegue, la protagonista scoprirà di avere vari poteri, tra i quali: trasferire l'immagine che ha in mente in fotografie, percepire i ricordi degli oggetti fatti di legno, comunicare con gli animali, prevedere le azioni di una persona qualche istante prima che le compia, percepire la presenza di oggetti scomparsi e fare dei sogni premonitori.

## Sigle
Sigle di apertura originali
- Teleportation ~ Koi no Mikakunin (テレポーテーション～恋の未確認?) cantata da Ushio Hashimoto (ep. 1-107)
- S.O.S cantata da Ushio Hashimoto (ep. 108-119)

Sigle di chiusura originali
- Fushigi Angel (不思議Angel?) cantata da Ushio Hashimoto (ep. 1-107)
- I Like You kara I Love You cantata da Ushio Hashimoto (ep. 108-119)

Sigla italiana
- Martina e il campanello misterioso, testo di Alessandra Valeri Manera, musica di Vincenzo Draghi è cantata da Cristina D'Avena ed è incisa sul CD Fivelandia 12 del 1994.

## Doppiaggio
Il doppiaggio italiano è stato eseguito presso lo studio di doppiaggio Deneb Film sotto la direzione di Adriano Micantoni. La traduzione dall'originale giapponese è di Achille Brambilla e Marina Spagnuolo, i dialoghi italiani sono di Giusy Di Martino e Cristina Robustelli.
| Personaggi               | Voce giapponese    | Voce italiana      |
| ------------------------ | ------------------ | ------------------ |
| Martina (Mami Sakura)    | Keiko Yokozawa     | Alessandra Karpoff |
| Tommaso (Kazuo Takahata) | Hiroyuki Shibamoto | Luigi Rosa         |
| Compocò                  | Yoko Kogayu        | Emanuela Pacotto   |
| Padre (Juurou Sakura)    | Hiroshi Masuoka    | Enrico Bertorelli  |
| Madre (Naoko Sakura)     | Yoshiko Sakakibara | Karin Giegerich    |
| Teresa (Yukiko Mamiya)   | Hiroko Emori       | Emanuela Pacotto   |
| Norma (Noriko Momoi)     | Yuriko Fuchizaki   | Daniela Fava       |
| Franco (Satoru Takenaga) | Nozomu Sasaki      | Davide Garbolino   |
| Professore               |                    | Gianfranco Gamba   |

## Episodi
| Nº  | Titolo italiano Giapponese 「Kanji」 - Rōmaji                                                 | In onda           | In onda |
| Nº  | Titolo italiano Giapponese 「Kanji」 - Rōmaji                                                 | Giapponese        |         |
| 1   | Poteri extrasensoriali 「エスパーは誰!?」 - esupaa wa dare!?                                  | 7 aprile 1987     |         |
| 2   | Come usare i poteri 「超能力をみがけ」 - choo nooryoku o migake                               | 14 aprile 1987    |         |
| 3   | Buoni propositi 「エスパーへの扉」 - esupaa e no tobira                                       | 21 aprile 1987    |         |
| 4   | Amicizia e starnuti 「友情はクシャミで消えた」 - yūjoo wa kushami de kie ta                   | 28 aprile 1987    |         |
| 5   | Campanello d'allarme 「どこかでだれかが」 - doko ka de dare ka ga                             | 5 maggio 1987     |         |
| 6   | Il quadro conteso 「名画と鬼ババ」 - meiga to oni baba                                        | 12 maggio 1987    |         |
| 7   | Ragazza volante non identificata 「未確認飛行少女」 - mi kakunin hikoo shoojo                 | 19 maggio 1987    |         |
| 8   | Il ladro onesto 「一千万円・三時間」 - ichi sen man en. san jikan                             | 26 maggio 1987    |         |
| 9   | Compocò, amico mio 「わが友コンポコ」 - waga tomo konpoko                                     | 2 giugno 1987     |         |
| 10  | Il quadrifoglio 「四つ葉のクローバー」 - yottsu ha no kuroobaa                                | 9 giugno 1987     |         |
| 11  | Il rapimento 「ただ今誘拐中」 - tada kon yūkai chū                                            | 16 giugno 1987    |         |
| 12  | Cuoca provetta 「エスパーコック」 - esupaa kokku                                              | 23 giugno 1987    |         |
| 13  | Fumetti telepatici 「天才少女魔美」 - tensai shoojo ma bi                                     | 30 giugno 1987    |         |
| 14  | Galaxy il profeta 「大予言者・銀河王」 - dai yogen sha. ginga oo                              | 7 luglio 1987     |         |
| 15  | Il primo della classe 「高畑くんの災難」 - takahata kun no sainan                             | 14 luglio 1987    |         |
| 16  | La strega 「魔女・魔美？」 - majo. ma bi?                                                     | 21 luglio 1987    |         |
| 17  | Fantasmi e cicale 「地底からの声」 - chitei kara no koe                                       | 4 agosto 1987     |         |
| 18  | Cani abbandonati 「サマードッグ」 - samaadoggu                                                | 11 agosto 1987    |         |
| 19  | L'attentato 「弾丸（たま）よりも速く」 - dangan (tama) yori mo hayaku                         | 18 agosto 1987    |         |
| 20  | Un'antipatica spiona 「覗かれた魔女」 - nozoka re ta majo                                     | 25 agosto 1987    |         |
| 21  | Il fazzoletto giallo 「電話魔は誰？」 - denwa ma wa dare?                                     | 1º settembre 1987 |         |
| 22  | Una piccola bugia 「うそ×うそ＝パニック」 - uso kakeru uso = panikku                          | 8 settembre 1987  |         |
| 23  | Cercasi stella 「彗星おばさん」 - suisei obasan                                               | 15 settembre 1987 |         |
| 24  | Il presagio 「虫の知らせ」 - mushi no shirase                                                 | 22 settembre 1987 |         |
| 25  | Momenti difficili 「スランプ」 - suranpu                                                      | 29 settembre 1987 |         |
| 26  | Stelle e amore 「占いとミステリー」 - uranai to misuterii                                     | 6 ottobre 1987    |         |
| 27  | Il mago di Oz 「星空のランデブー」 - hoshizora no randebū                                     | 13 ottobre 1987   |         |
| 28  | Un bravo cane da guardia 「名犬コンポコポン」 - meiken konpokopon                             | 20 ottobre 1987   |         |
| 29  | Martina attrice esordiente 「魔美が主演女優？」 - ma bi ga shuen joyū?                        | 27 ottobre 1987   |         |
| 30  | Amici per la pelle 「初恋特急便」 - hatsukoi tokkyū bin                                       | 3 novembre 1987   |         |
| 31  | La baby-sitter 「グランロボが飛んだ」 - guranrobo ga ton da                                   | 10 novembre 1987  |         |
| 32  | Un segreto da fotografare 「マミウォッチング」 - mamiwocchingu                                | 17 novembre 1987  |         |
| 33  | L'ultima gara 「ラストレース」 - rasuto reesu                                                 | 24 novembre 1987  |         |
| 34  | Uno strano barbone 「地下道おじさん」 - chikadoo ojisan                                       | 1º dicembre 1987  |         |
| 35  | Il testimone oculare 「ちっちゃな目撃者」 - chicchana mokugeki sha                            | 8 dicembre 1987   |         |
| 36  | L'incendiario 「燃える疑惑」 - moeru giwaku                                                   | 15 dicembre 1987  |         |
| 37  | Uno strano regalo di Natale 「魔美を贈ります」 - ma bi o okuri masu                           | 22 dicembre 1987  |         |
| 38  | L'autista dell'autubus 「最終バスジャック」 - saishū basu jakku                               | 29 dicembre 1987  |         |
| 39  | Avventura di montagna 「雪の中の少女」 - yuki no naka no shoojo                               | 5 gennaio 1988    |         |
| 40  | Telecinesi col raffreddore 「エスパー危機一髪」 - esupaa kikiippatsu                          | 12 gennaio 1988   |         |
| 41  | Una famiglia riunita 「すずめのお宿」 - suzume no o yado                                      | 19 gennaio 1988   |         |
| 42  | Il pupazzetto 「愛を叫んだピエロ」 - ai o saken da piero                                      | 26 gennaio 1988   |         |
| 43  | Il fotomontaggio 「嘘つきフィルム」 - usotsuki firumu                                         | 2 febbraio 1988   |         |
| 44  | San Valentino 「ハートブレイクバレンタイン」 - haatobureikubarentain                          | 9 febbraio 1988   |         |
| 45  | Il vecchio pescatore 「最後の漁」 - saigo no ryoo                                             | 16 febbraio 1988  |         |
| 46  | Nevica sopra la città 「雪の降る街を」 - yuki no furu machi o                                 | 23 febbraio 1988  |         |
| 47  | La campionessa 「迷えるチャンピオン」 - mayoe ru chanpion                                     | 1º marzo 1988     |         |
| 48  | Caccia al tesoro 「ここ掘れフャンフャン」 - koko hore fanfan                                  | 8 marzo 1988      |         |
| 49  | Il rapimento di Martina 「エスパー誘拐さる」 - esupaa yūkai saru                              | 15 marzo 1988     |         |
| 50  | Compocò e le volpi 「雪原のコンポコギツネ」 - setsugen no konpokogitsune                      | 22 marzo 1988     |         |
| 51  | Le vecchie raccolte 「問題はかに缶」 - mondai wa kani kan                                     | 29 marzo 1988     |         |
| 52  | Il ritratto 「さよならの肖像」 - sayonara no shoozoo                                          | 12 aprile 1988    |         |
| 53  | Una passeggiata movimentata 「恐怖のハイキング」 - kyoofu no haikingu                         | 19 aprile 1988    |         |
| 54  | Caffè di dente di leone 「タンポポのコーヒー」 - tanpopo no koohii                            | 3 maggio 1988     |         |
| 55  | Alla ricerca di un ricordo 「想い出さがし」 - omoide sagashi                                  | 10 maggio 1988    |         |
| 56  | Il pianista 「緑の森のコンサート」 - midori no mori no konsaato                               | 17 maggio 1988    |         |
| 57  | Indagine a rischio - prima parte - 「学園暗黒地帯（前編）」 - gakuen ankoku chitai (zenpen)   | 24 maggio 1988    |         |
| 58  | Indagine a rischio - seconda parte - 「学園暗黒地帯（後編）」 - gakuen ankoku chitai (koohen) | 31 maggio 1988    |         |
| 59  | Ritorno al passato 「夢行き夜汽車」 - yume iki yogisha                                        | 7 giugno 1988     |         |
| 60  | La signora dei gatti 「猫とおばさん」 - neko to obasan                                        | 14 giugno 1988    |         |
| 61  | Il diario scomparso 「消えたエスパー日記」 - kie ta esupaa nikki                              | 21 giugno 1988    |         |
| 62  | Il serpente 「オロチが夜来る」 - orochi ga yoru kuru                                          | 5 luglio 1988     |         |
| 63  | La maratona 「幻の42.195km」 - maboroshi no 42. 195 km                                        | 19 luglio 1988    |         |
| 64  | La preveggente 「傘の中の明日」 - kasa no naka no ashita                                      | 26 luglio 1988    |         |
| 65  | Una teoria da dimostrare 「ドキドキ土器」 - dokidoki doki                                     | 2 agosto 1988     |         |
| 66  | Il rubacuori 「恋人コレクター」 - koibito korekutaa                                           | 9 agosto 1988     |         |
| 67  | Un'estate torrida 「不快指数120%」 - fukaishisū 120 %                                         | 16 agosto 1988    |         |
| 68  | L'avventura di Compocò 「コンポコ夏物語」 - konpoko natsumono go                              | 23 agosto 1988    |         |
| 69  | Cuoca esplosiva 「魔美のサマークッキング」 - ma bi no samaa kukkingu                          | 30 agosto 1988    |         |
| 70  | Il ritorno di Red 「舞い戻った赤太郎」 - maimodot ta aka taroo                                | 6 settembre 1988  |         |
| 71  | Il ladruncolo 「サスペンスゲーム」 - sasupensu geemu                                          | 13 settembre 1988 |         |
| 72  | Un falso capolavoro 「感動しない名画」 - kandoo shi nai meiga                                 | 20 settembre 1988 |         |
| 73  | Gli amici dei fiori 「コスモスの仲間たち」 - kosumosu no nakama tachi                         | 4 ottobre 1988    |         |
| 74  | Chi la fa l'aspetti 「いたずらの報酬」 - itazura no hooshū                                    | 11 ottobre 1988   |         |
| 75  | La stella della tv 「アイドル志願」 - aidoru shigan                                           | 18 ottobre 1988   |         |
| 76  | Ricordi dell'infanzia 「過去からの手紙」 - kako kara no tegami                                | 25 ottobre 1988   |         |
| 77  | Telepatia d'amore 「センチメンタルテレパシー」 - sentimentaru terepashie                      | 1º novembre 1988  |         |
| 78  | Norma scappa di casa 「ノンちゃん失踪事件」 - non chan shissoo jiken                          | 8 novembre 1988   |         |
| 79  | Cercasi detective 「エスパー探偵団」 - esupar tantei dan                                      | 15 novembre 1988  |         |
| 80  | La mamma magica 「エスパーママ」 - esupar mama                                                | 22 novembre 1988  |         |
| 81  | Il piccione viaggiatore 「想い出を運ぶ鳩」 - omoide o hakobu hato                             | 29 novembre 1988  |         |
| 82  | 「パパの絵、最高！」 - papa no e, saikoo!                                                     | 6 dicembre 1988   |         |
| 83  | 「生きがい」 - ikigai                                                                         | 13 dicembre 1988  |         |
| 84  | 「エスパークリスマス」 - esupaakurisumasu                                                     | 20 dicembre 1988  |         |
| SP  | 「マイエンジェル魔美ちゃん」 - mai enjeru ma yoshi chan                                       | 27 dicembre 1988  |         |
| 85  | 「いじわるお婆ちゃん」 - ijiwaru o baachan                                                    | 10 gennaio 1989   |         |
| 86  | 「涙のハードパンチャー」 - namida no haado panchaa                                            | 17 gennaio 1989   |         |
| 87  | 「記者になった魔美」 - kisha ni nat ta ma bi                                                  | 24 gennaio 1989   |         |
| 88  | 「ターニングポイント」 - taaningupointo                                                       | 31 gennaio 1989   |         |
| 89  | 「凶銃ムラマサ」 - kyoo jū mura masa                                                          | 7 febbraio 1989   |         |
| 90  | Una ragazza vanitosa 「わたし応援します」 - watashi ooen shi masu                             | 14 febbraio 1989  |         |
| 91  | Un film realistico 「リアリズム殺人事件」 - riarizumu satsujin jiken                          | 21 febbraio 1989  |         |
| 92  | Le bamboline del festival 「パパのひな人形」 - papa no hinaningyoo                            | 28 febbraio 1989  |         |
| 93  | La vecchia Volkswagen 「佐倉家のクルマ騒動」 - sakura ka no kuruma soodoo                     | 7 marzo 1989      |         |
| 94  | Abbasso i critici 「くたばれ評論家」 - kutabare hyooron ka                                    | 14 marzo 1989     |         |
| 95  | Uno sporco ricatto 「タダより高いものはない」 - tada yori takai mono wa nai                   | 21 marzo 1989     |         |
| 96  | L'aquilone nero 「俺達ＴＯＮＢＩ」 - ore tachi TONBI                                          | 20 aprile 1989    |         |
| 97  | La bici rubata 「自転車ラプソディ」 - jitensha rapusodi                                       | 27 aprile 1989    |         |
| 98  | Addio poteri magici 「消えちゃった超能力」 - kie chat ta choo nooryoku                        | 4 maggio 1989     |         |
| 99  | Il colpo in banca 「狼になりたい」 - ookami ni nari tai                                       | 11 maggio 1989    |         |
| 100 | Il pivot bugiardo 「微笑みのロングシュート」 - bi emi no rongu shūto                          | 25 maggio 1989    |         |
| 101 | Lo spasimante di Martina 「魔美に片思い」 - ma bi ni kataomoi                                 | 1º giugno 1989    |         |
| 102 | La leggenda del drago 「竜を釣る少年」 - ryū o tsuru shoonen                                  | 8 giugno 1989     |         |
| 103 | Treno della fortuna 「日曜日のトリック」 - nichiyoobi no torikku                              | 15 giugno 1989    |         |
| 104 | Poteri troppo lenti 「危ないテレキネシス」 - abunai terekineshisu                             | 22 giugno 1989    |         |
| 105 | Il dinosauro 「六月の恐竜」 - rokugatsu no kyooryū                                            | 29 giugno 1989    |         |
| 106 | L'imbroglione 「魔美はペテン師！」 - ma bi wa petenshi!                                       | 6 luglio 1989     |         |
| 107 | L'isola dei fantasmi 「プラスティックの貝殻」 - purasutikku no kaigara                        | 13 luglio 1989    |         |
| 108 | Abbasso i cambiamenti 「23時55分の反抗」 - 23 ji 55 bunno hankoo                              | 20 luglio 1989    |         |
| 109 | Il murales 「こだわりの壁画」 - kodawari no hekiga                                            | 27 luglio 1989    |         |
| 110 | La casa stregata 「恐怖のパーティー」 - kyoofu no paatii                                      | 3 agosto 1989     |         |
| 111 | Il mio caro amico albero 「樹のざわめき」 - ki no zawameki                                    | 10 agosto 1989    |         |
| 112 | L'albero illuminato 「夏のクリスマスツリー」 - natsu no kurisumasutsurii                      | 17 agosto 1989    |         |
| 113 | Il sogno trafugato 「奪われたデビュー」 - ubawa re ta debyū                                   | 31 agosto 1989    |         |
| 114 | La dieta 「オトメ心と腹のムシ」 - otome shin to hara no mushi                                 | 7 settembre 1989  |         |
| 115 | Il fossile 「老人と化石」 - roojin to kaseki                                                  | 14 settembre 1989 |         |
| 116 | L'ultima partita 「最終戦」 - saishū sen                                                      | 21 settembre 1989 |         |
| 117 | Un amore da sogno 「恋愛のススメ」 - renai no susume                                          | 12 ottobre 1989   |         |
| 118 | Compocò 「嵐に消えたコンポコ」 - arashi ni kie ta konpoko                                     | 19 ottobre 1989   |         |
| 119 | Buon viaggio papà 「動き出した時間」 - ugokidashi ta jikan                                    | 26 ottobre 1989   |         |